# Kramers–Kronig-relationerna
Kramers–Kronig-relationerna är två matematiska relationer som måste gälla mellan real- och imaginärdelen av Fouriertransformen av en linjär responsfunktion {\displaystyle \chi (t)} som uppfyller kausalitetskravet {\displaystyle \chi (t)=0} för {\displaystyle t<0}.
Kausalitet innebär att responsfunktionen {\displaystyle \chi (t)} måste uppfylla kravet {\displaystyle \chi (t)=0} för {\displaystyle t<0}. Detta får följder även för den Fouriertransformerade responsfunktionen {\displaystyle \chi (\omega )}. Relationen mellan dem ges av
{\displaystyle \chi (t)=\int _{-\infty }^{\infty }{\frac {d\omega }{2\pi }}e^{-i\omega t}\chi (\omega ).}
Om {\displaystyle t<0} kan integralen utvärderas genom en konturintegral som utsträcker sig i den övre halvan av det komplexa talplanet. Eftersom {\displaystyle \chi (t)=0} för {\displaystyle t<0}, måste {\displaystyle \chi (\omega )} sakna poler i den övre halvan av det komplexa talplanet.
| Kausalitetskrav {\displaystyle \chi (\omega )} är analytisk för {\displaystyle {\text{Im }}\omega >0} |
Detta kausalitetskrav medför att {\displaystyle \chi '(\omega )} och {\displaystyle \chi ''(\omega )} inte är helt oberoende av varandra. Istället är de direkt relaterade till varandra genom de så kallade Kramers–Kronig-relationerna:
| Kramers–Kronig-relationerna {\displaystyle {\text{Re }}\chi (\omega )={\mathcal {P}}\int \limits _{-\infty }^{+\infty }{\frac {d\omega '}{\pi }}{\frac {{\text{Im }}(\chi (\omega '))}{\omega '-\omega }}} {\displaystyle {\text{Im }}\chi (\omega )=-{\mathcal {P}}\int \limits _{-\infty }^{+\infty }{\frac {d\omega '}{\pi }}{\frac {{\text{Re }}(\chi (\omega '))}{\omega '-\omega }}} |
där {\displaystyle {\mathcal {P}}} betecknar principalvärdet av integralen.